# Diecezja Chicoutimi
Diecezja Chicoutimi (łac. Dioœcesis Chicoutimiensis) – diecezja rzymskokatolicka w Kanadzie. Została erygowana w 1878. W 2007 powiększyła swoje terytorium kosztem diecezji Amos.

## Główne świątynie
- Katedra: Katedra św. Franciszka Ksawerego w Saguenay

## Biskupi diecezjalni
- Dominique Racine (1878−1888)
- Louis-Nazaire Bégin (1888−1892)
- Michel-Thomas Labrecque (1892−1927)
- Charles-Antonelli Lamarche (1928−1940)
- Georges-Arthur Melançon (1940−1961)
- Marius Paré (1961−1979)
- Jean-Guy Couture (1979−2004)
- André Rivest (2004−2017)
- René Guay (od 2017)